# Christina Motta

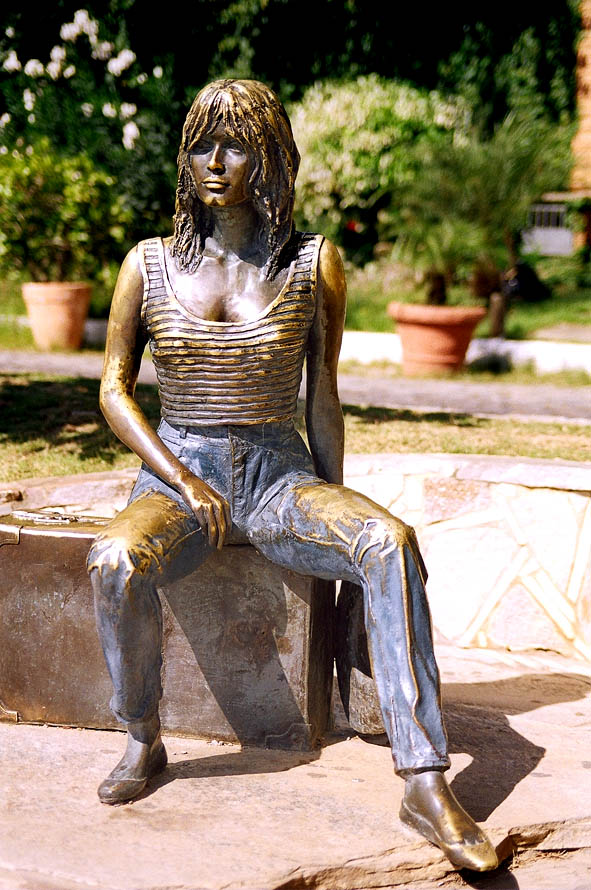
Estátua de Brigitte Bardot, Christina Motta. Búzios, Rio de Janeiro, Brasil.

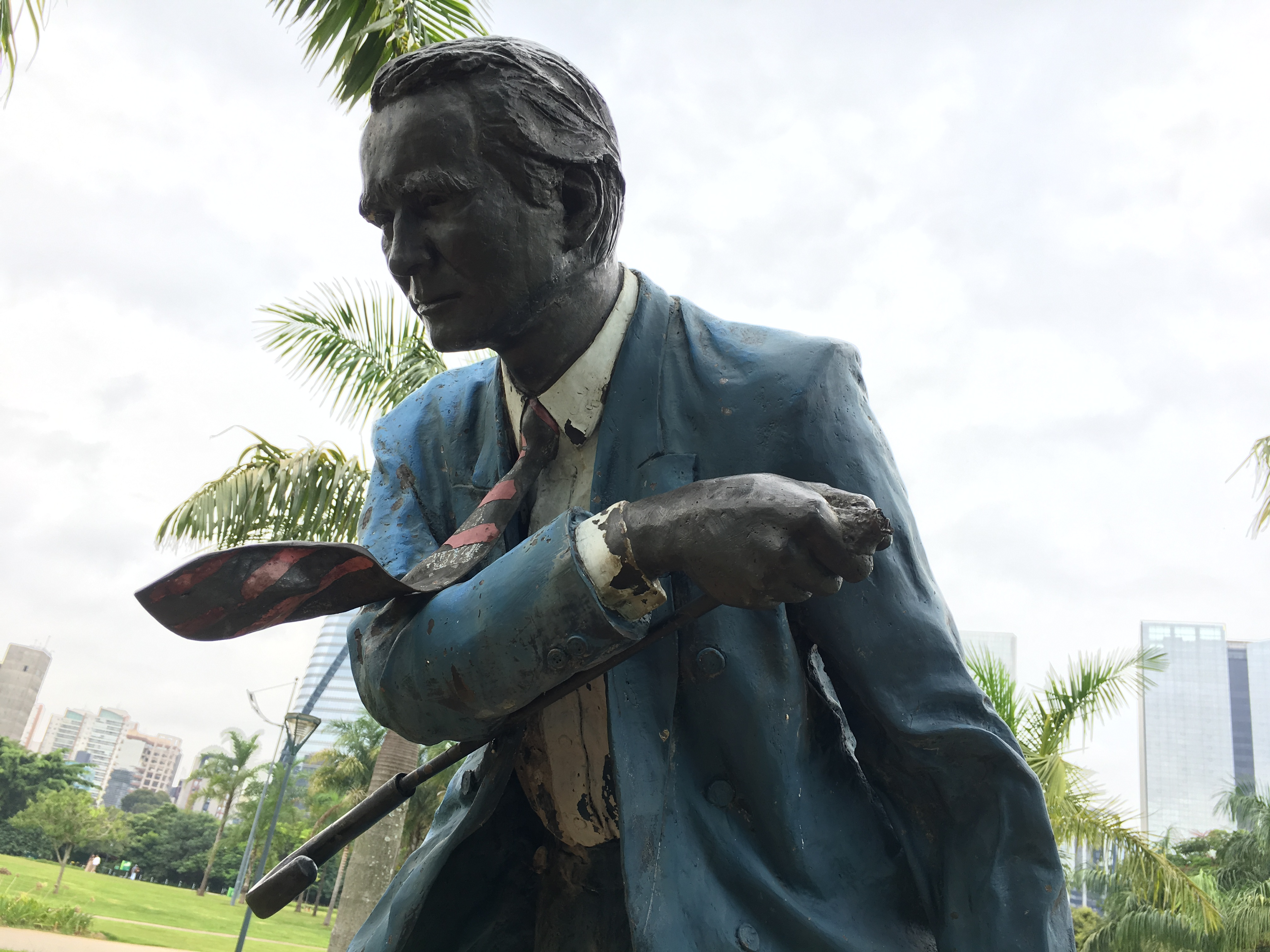
Homem na Chuva, Christina Motta. São Paulo, Brasil.

Christina Motta (São Paulo, 1944) é uma artista plástica e escultora brasileira cujas exposições já foram realizadas na Inglaterra, Holanda e Japão. Sua obra consiste em grandes esculturas públicas, muitas vezes de personalidades nacionais, e estão expostas em diversas cidades brasileiras, especialmente no Rio de Janeiro.

## Percurso
Christina na começou a trabalhar com o barro desde criança, aos 13 anos e iniciou seus estudos em arte e design ainda muito jovem no IADE, em São Paulo. Em 1970, mudou-se para Londres e trabalhou com a escultora sueca Karin Jonzen, expôs na Hamilton Gallery e na Alwin Gallery. 
A primeira obra encomendada pela prefeitura de Búzios foi a Brigitte Bardot, em 1999, que teve como modelo uma foto de Denis Albanèse, em que a atriz francesa aparece de camiseta branca e azul listrada e calça jeans. Esculpida em bronze e pesando 160 quilos, a estátua de Bardot se tornou um ícone turístico.  Em seguida, a cidade encomedou a obra Os Três Pescadores em 2000, na qual se pode ver três puxadores de arrastão à beira-mar, em homenagem aos pescadores da antiga aldeia, a 30 metros da areia, sobre pedras e com iluminação noturna.  Essa mesma obra ganhou em 2015, o primeiro lugar em um ranking do site internacional ArtsInterface que reuniu as 26 esculturas mais belas e originais do mundo. Atualmente, em Búzios, existem oito trabalhos dela pela cidade. 
Em 2014, Christina inaugurou sua estátua em homenagem ao músico Tom Jobim, em um lugar simbólico para o músico da bossa nova: a orla de Ipanema, no Rio de Janeiro. Segundo a artista, a foto utilizada como base para sua escultura é significativa porque foi tirada logo após ele fazer uma sinfônica em Brasília, ao lado de seu parceiro musical Vinícius de Moraes. A cerimônia foi realizada exatamente 20 anos após a morte de Tom.
O cantor Cazuza também é homenageado, em 2016, por Christina em uma escultura que pode ser encontrada no bairro do Leblon, no Rio de Janeiro, um dos lugares mais frequentados por ele nos anos 1980s.

## Obras
- Brigitte Bardot - na Praia da Armação, Búzios.
- Casimiro de Abreu
- Chico Mendes
- Juscelino Kubitschek
- Homem na chuva - Parque do Povo, São Paulo.
- Tom Jobim[9] - praia de Ipanema, Rio de Janeiro.
- Três pescadores - obra feita em tamanho natural, puxando uma rede à beira do mar, na Praia da Armação.